# Josia megaera
Josia megaera là một loài bướm đêm thuộc họ Notodontidae. Nó được tìm thấy ở Brasil to Venezuela.
Ấu trùng ăn loài Turnera odorata.